# Thaumastocheles japonicus
Thaumastocheles japonicus is een kreeftensoort uit de familie van de Nephropidae. De wetenschappelijke naam van de soort is voor het eerst geldig gepubliceerd in 1913 door Calman.